# عروس‌ماهی نواری
عروس‌ماهی نواری (نام علمی: Drepane longimana) نام یک گونه از سرده منگال‌ماهی است.